# ۳:۱۰ به یوما (فیلم ۲۰۰۷)
۳:۱۰ به یوما (به انگلیسی: 3:10 to Yuma) یک فیلم وسترن آمریکایی در ژانر ترکیبی درام، اکشن و جنایی به کارگردانی جیمز منگولد است. این فیلم بازسازی شده فیلم ۳:۱۰ به یوما (فیلم ۱۹۵۷) می‌باشد. فیلم‌نامه این فیلم بر اساس داستان کوتاهی از المور لئونارد با نام سه و ده به یوما (۱۹۵۳) نوشته شده است. کسری فراهانی، دستیار کارگردان هنری این فیلم است.
راسل کرو و کریستین بیل، لوگن لرمان، پیتر فوندا و بن فاستر در این فیلم ایفای نقش کردند. این فیلم در ۸۰امین مراسم اسکار، نامزد جوایز بهترین موسیقی فیلم و بهترین میکس صدا بود که در نهایت هیچ‌کدام را به دست نیاورد.

## داستان
بن وید که مجرمی تحت تعقیب و سردسته یک گروه راهزن است؛ در شهر کوچکی در آریزونا دستگیر می‌شود. در حالی که افراد وید به سرکردگی چارلی پرینس به فکر آزادسازی او هستند؛ کلانتر مردان شهر را برای کمک به انتقال او فرامی‌خواند. آن‌ها باید وید را با قطار ساعت ۳:۱۰ برای اجرای حکم اعدام، راهی یوما کنند. دن ایوانز که یک کشاورز و مجروح یک پا قطع جنگ داخلی آمریکا است؛ در حال از دست دادن مزرعهٔ خود به دلیل بدهی است. او برای نجات مزرعه خود حاضر به شرکت در این سفر خطرناک می‌شود.

## بازیگران
- راسل کرو در نقش بن وید
- کریستین بیل در نقش دن ایوانز
- لوگن لرمان در نقش ویلیام ایوانز
- بن فاستر در نقش چارلی پرینس
- پیتر فوندا در نقش بایرن مکلروی
- دالاس رابرتز در نقش گریسن باترفیلد
- آلن تادیک در نقش دکی پاتر
- لنی لافتین در نقش گلن هلندر
- گرچن مول در نقش آلیس ایوانز
- وینسا شاو در نقش امی
- کوین دارند در نقش تاکر
- لوک رینز در نقش مارشال ودرز
- لوک ویلسون در نقش زک
- مارکوس سیلوستر در نقش سلیک
- کارمیلا بلکنی در نقش ربی
- ریو الکساندر در نقش کمپوس
- کریستال